# Luis Álvarez Santullano
Luis Álvarez Santullano (Oviedo, 8 de diciembre de 1879-México, 12 de mayo de 1952) fue un profesor español, pedagogo y destacado gestor en la Institución Libre de Enseñanza, secretario de las Misiones Pedagógicas, mano derecha de Manuel Bartolomé Cossío y amigo de Antonio Machado.

## Biografía
Hijo de María Álvarez y de Manuel Álvarez Santullano, un maestro nacional asturiano y colaborador del proyecto pedagógico conocido como Extensión Cultural. Luis inició sus estudios elementales en la escuela de El Fontán (Oviedo), dirigida por su padre. Hizo el bachillerato e ingresó en la Escuela Normal de la capital asturiana, donde sacó el título de maestro; y en 1905 se licenció en Derecho en su universidad.
Inició su labor intelectual periodística con ensayos en revistas y periódicos como El Globo, El Correo de Asturias, El Imparcial, El Magisterio Español, Blanco y Negro o El Sol. En 1905 se licenció en Derecho, y fue corresponsal de El Globo en Asturias, actividad que respalda su amistad con su director, Andrés Ovejero.
Siguiendo la cronología del estudio biográfico de Etelvino González, Santullano estuvo tres meses en Bélgica y nueve en París, entre noviembre de 1905 y septiembre de 1906. En ese viaje estudió la colonia Stockel-Bois, cercana a Bruselas, recogiendo luego sus impresiones en el artículo «Una colonia libertaria» (octubre de 1907) y en una memoria titulada «La educación física en las escuelas de Francia y Bélgica», publicada en La Gaceta. Finalmente, obtiene por oposición la plaza de inspector de Primera Enseñanza con destino en el distrito de Ponferrada (León).
En 1909, según Jiménez Landi, obtiene el cargo de inspector de primera enseñanza en Zamora. Ese mismo año, en diciembre, Luis Álvarez Santullano se casa con María Brzezicka Manteola, profesora de francés en la ILE, de origen polaco, con la que tendría dos hijas, Marilyn y Valentina (Walusia).
Pensionado de nuevo, en 1910 pasa varios meses en Inglaterra, que interrumpe en abril de 1911 para viajar a El Cairo donde se encuentra enferma su hija Marylin. Al regreso será nombrado inspector de la Secretaría de la JAE, que dirige en ese momento Rafael Altamira. En agosto de 1911, viaja de nuevo por Francia y Bélgica, coordinando una expedición de maestros, y en 1912 regresa a su puesto de inspector en Zamora. En 1917 es nombrado director del centro de estudios asturianos en Madrid.

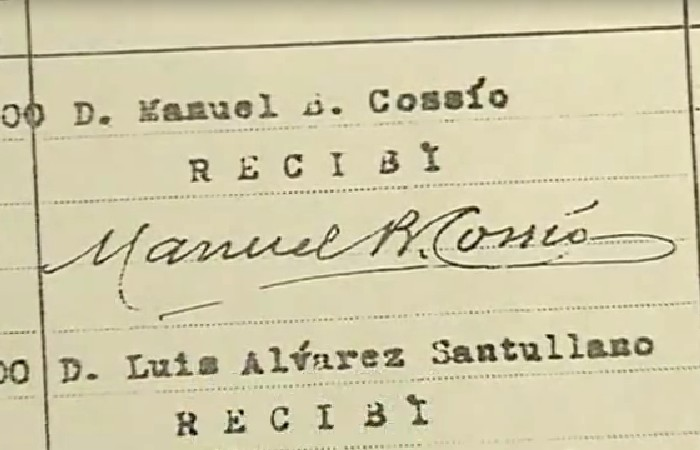
Misiones pedagógicas, albarán firmado por Cossío y Santullano.

Designado por Cossío, ejerce desde el 6 de junio de 1931 como Secretario y Vocal del Patronato de Misiones Pedagógicas (puesto que seguirá ocupando tras la muerte de Cossío y en el que resulta decisiva su recomendación al elegir a Alejandro Casona como director del Teatro del Pueblo). Asimismo, él mismo interviene en la misión del 21 de noviembre de 1935 en Bustarviejo (Madrid).
Perdida la guerra civil española para la causa republicana, Santullano se exilia con su familia, primero en Estados Unidos (1939-40), en cuya Universidad de Columbia explica literatura; se traslada luego a Puerto Rico (1940-44), hasta instalarse definitivamente en México desde 1944, donde ejerció como Oficial Mayor del Colegio de México. Murió en la capital mexicana a los setenta y dos años de edad. Entre las esquelas y obituarios, puede destacarse «Firmeza y sonrisa de Santullano», firmada por José Moreno Villa en El Nacional de México del 18 de mayo de 1952.

## Obras
Además de numerosos artículos en la Revista de la Residencia de Estudiante, la Revista de Pedagogía, en la Revista de Escuelas Normales o el Boletín de la Institución Libre de Enseñanza, y de su correspondencia con algunos personajes, como la más estudiada con Unamuno, ejerció su faceta de traductor trasladando algunas obras de su contemporáneo y filósofo de la educación, Carleton Washburne. También se ha estudiado su faceta como autor de narrativa breve.

### Ensayo
- Hacia una escuela mejor, Madrid, 1929;
- De la Escuela a la Universidad, Madrid, 1930;
- Los estudiantes. Ayer, hoy y mañana Madrid, 1931;
- La autonomía y la libertad en la educación... Antipedagogía, México, 1945;
- Mirada al Caribe. Fricción de culturas en Puerto Rico, México, 1945;
- El pensamiento vivo de Cossío, Buenos Aires, Editorial Losada, 1946;
- Las mejores páginas del Quijote, México, 1948;
- Recuerdos y nostalgias, en "España peregrina", México, 1949;
- Don Rafael Altamira, educador. En Homenaje al maestro Rafael Altamira, Universidad Nacional Autónoma de México, 1952;

### Narrativa
- Carrocera, labrador, Madrid, 1926;
- Piñón, (¿Madrid, 1931?);
- Paxarón o la fatalidad, Madrid, 1932;
- Bartolo o la vocación, México, 1945;
- Tres novelas asturianas, México, 1946;

### Traducciones
- Poe, E. A. (1929). Cuentos fantásticos (Luis Santullano, trad.). Colección Universal (1115-1118). Madrid: Espasa-Calpe.